# Riu Bergantes
El Bergantes naix als Ports de Morella de la confluència d'altres tres (Calders, Cantavella i el riu de Morella) als peus de la Roca de Mig Dia, al Forcall. Es tracta de l'únic riu valencià que pertany a la conca de l'Ebre. Encara que el seu curs no és gaire llarg (uns 60 km aproximadament) i la seua conca és relativament reduïda, el seu cabal és abundant durant l'hivern, principalment a causa de la major pluviositat de la zona muntanyosa de les capçaleres, que s'orienta cap al nord, és a dir, cap als vessants de l'ombria, on l'evaporació de les aigües és molt menor.
Seria molt més llarg si considerarem com el vertader Bergantes al riu Cantavella (procedent d'Aragó) i, sobretot, el riu Calders. Estos tres rius (Bergantes, Cantavella i Calders), s'unixen a prop del Forcall el nom del qual ens recorda, precisament, la forca trident formada per les tres valls. Altres poblacions per on passa el Bergantes són, a més del Forcall, Morella (1 km al nord del riu), Palanques, Aiguaviva i Sorita. Desemboca en el Guadalop just abans de l'embassament de Calanda a l'Aragó.
El Bergantes és el principal afluent del riu Guadalop, al qual desemboca entre els termes municipals d'Aiguaviva i de la Ginebrosa, a prop de les Masadetes.

## Extensió
La seua conca hidrogràfica s'eixampla per les comunitats autònomes d'Aragó (comarques del Baix Aragó i del Maestrat) i del País Valencià (comarques dels Ports i de l'Alt Maestrat) i comprèn els nuclis de població de:

La conca hidrogràfica del Bergantes i els nuclis i municipis que abraça.

- Aiguaviva de Bergantes
- Cantavella
- Castellfort
- Cinctorres
- la Cuba
- Forcall
- l'Anglesola
- la Mata
- Morella
- Mirambell
- Olocau del Rei
- Ortells (Morella)
- Palanques
- la Pobla d'Alcolea (Morella)
- Portell de Morella
- Sorita
- la Sorollera
- la Todolella
- Torredarques
- Villores
- Xiva de Morella (Morella)